# 2008年欧州連合(改正)法
2008年欧州連合（改正）法（2008ねんおうしゅうれんごう（かいせい）ほう、英語: European Union (Amendment) Act 2008）は、イギリスの法律。2007年12月14日に首相ゴードン・ブラウンが署名したリスボン条約について、イギリスにおける法律効力を発生させるための法。

## 法案成立の経過
法案は2008年1月21日に庶民院ではじめて弁論され、同日に賛成362票、反対224票で第二読会を通過した。この日、ブラウンは庶民院会議を欠席し、外務・英連邦大臣デイヴィッド・ミリバンドが代わりに法案を提出した。保守党の影の外務・英連邦大臣ウィリアム・ヘイグがリスボン条約の批准を国民投票にかけようとして改正案を提出したが、2008年3月5日の委員会弁論で賛成248票、反対311票となり否決された。2008年欧州連合（改正）法は2008年6月19日に女王の裁可を受けた。
この法はリスボン条約を直接批准するものではなく、リスボン条約を1972年欧州諸共同体法第1条2項に追加したにすぎなかった。イギリスが実際にリスボン条約を批准したのは、2008年7月16日に批准書の寄託がローマで行われたときだった。
2018年欧州連合(離脱)法により、2020年1月31日に廃止された。